# Bol'shīe Peshnye Araldary
Bol'shīe Peshnye Araldary är öar i Kazakstan.   De ligger i oblystet Atyraw, i den västra delen av landet, 1 500 km väster om huvudstaden Astana.